# Erythromachus leguati
Il rallo di Rodrigues (Erythromachus leguati Milne-Edwards, 1874), unica specie del genere Erythromachus Milne-Edwards, era un uccello della famiglia dei Rallidi originario dell'isola omonima. Incapace di volare, viene talvolta classificato nel genere Aphanapteryx, assieme a un suo stretto parente, il rallo rosso di Mauritius, ma quasi sempre le due specie sono poste in generi separati. Le relazioni con gli altri Rallidi, però, non sono chiare. Si ritiene che sia scomparso verso la metà del XVIII secolo a causa della distruzione dell'habitat e della caccia datale dagli uomini e dagli animali introdotti.
L'aspetto fisico e il comportamento del rallo di Rodrigues sono noti unicamente a partire da due descrizioni: la prima è quella di François Leguat, capo di un gruppo di ugonotti francesi rifugiati abbandonati volontariamente su Rodrigues nel 1691. Il suo nome specifico, leguati, venne coniato appunto in suo onore. La seconda descrizione risale al 1726. I suoi resti subfossili vennero scoperti e attribuiti alla specie del quale parlavano queste vecchie testimonianze nel 1874.
Veniva descritto come un animale ricoperto da un piumaggio grigio, con becco, zampe e una chiazza glabra attorno all'occhio di colore rosso. A seconda degli esemplari il becco variava da diritto a ricurvo, ma la ragione di questa particolarità è sconosciuta. Era attratto dagli oggetti rossi, caratteristica, questa, sfruttata dall'uomo per dargli la caccia.

## Tassonomia
Nel 1848 Hugh Strickland notò che nelle memorie di Leguat era citato un uccello simile al rallo rosso, ma non fu in grado di classificarlo correttamente a causa della mancanza di reperti a esso attribuibili. Ipotizzò che si fosse trattato di un tetraone o di un altro gallinaceo. Nel 1874 Alphonse Milne-Edwards collegò le descrizioni lasciate da Leguat e Julien Tafforet a tre ossa ritrovate in una caverna di Rodrigues, e riconobbe la loro somiglianza con quelle del rallo rosso. Milne-Edwards coniò per la specie il nome generico Erythromachus, derivante dai termini greci che significano «rosso» e «battaglia», in riferimento all'atteggiamento mostrato nei confronti degli oggetti di colore rosso, e il nome specifico leguati in onore di Leguat. Anche il sinonimo recente Miserythrus, dai termini per «rosso» e «odio», coniato da Alfred Newton nel 1893, si riferisce a questa particolarità. J. C. Greenway suggerì che la descrizione pubblicata da Leguat si riferisse a esemplari di pollo sultano comune spinti su Rodrigues dai venti avversi, ma questa ipotesi non è stata accettata dagli altri autori.
Gli studiosi non sono ancora riusciti a stabilire le relazioni tassonomiche che legano il rallo di Rodrigues agli altri Rallidi; sappiamo solamente che esso era un parente stretto del rallo rosso. I due attualmente vengono posti in due generi separati, Aphanapteryx ed Erythromachus, ma in passato venivano raggruppati in Aphanapteryx. In un primo periodo, nel 1879, Edward Newton e Albert Günther ritennero addirittura che appartenessero a una stessa specie, date le somiglianze nella struttura scheletrica. Sulla base della distribuzione geografica e della morfologia delle ossa nasali è stato ipotizzato che i due siano imparentati con le specie dei generi Gallirallus, Dryolimnas, Atlantisia e Rallus. I Rallidi hanno raggiunto molti arcipelaghi oceanici, dove hanno dato vita a nuove specie, perdendo spesso la capacità di volare.

## Descrizione
Il rallo di Rodrigues era un rallo grassoccio e incapace di volare, con un piumaggio grigio lucente - probabilmente un effetto dovuto a sottili disegni o marezzature - e becco, zampe e caruncole perioculari di un rosso appariscente. Era un po' più piccolo del rallo rosso di Mauritius, suo stretto parente. Il robusto becco variava molto per dimensioni e forma: alcuni esemplari avevano becchi più brevi e quasi diritti, mentre altri li avevano più lunghi e ricurvi. Non sappiamo se questa caratteristica sia dovuta al dimorfismo sessuale, a una semplice variabilità individuale o perfino a una plasticità genetica in risposta a diverse fonti di cibo.
Differiva dal rallo rosso, il suo parente più stretto, per avere omeri relativamente più lunghi, cranio più largo e breve e narici più lunghe e poste più in basso. Secondo i resoconti dei primi viaggiatori, i due differivano anche nella colorazione del piumaggio.

### Le descrizioni dei contemporanei

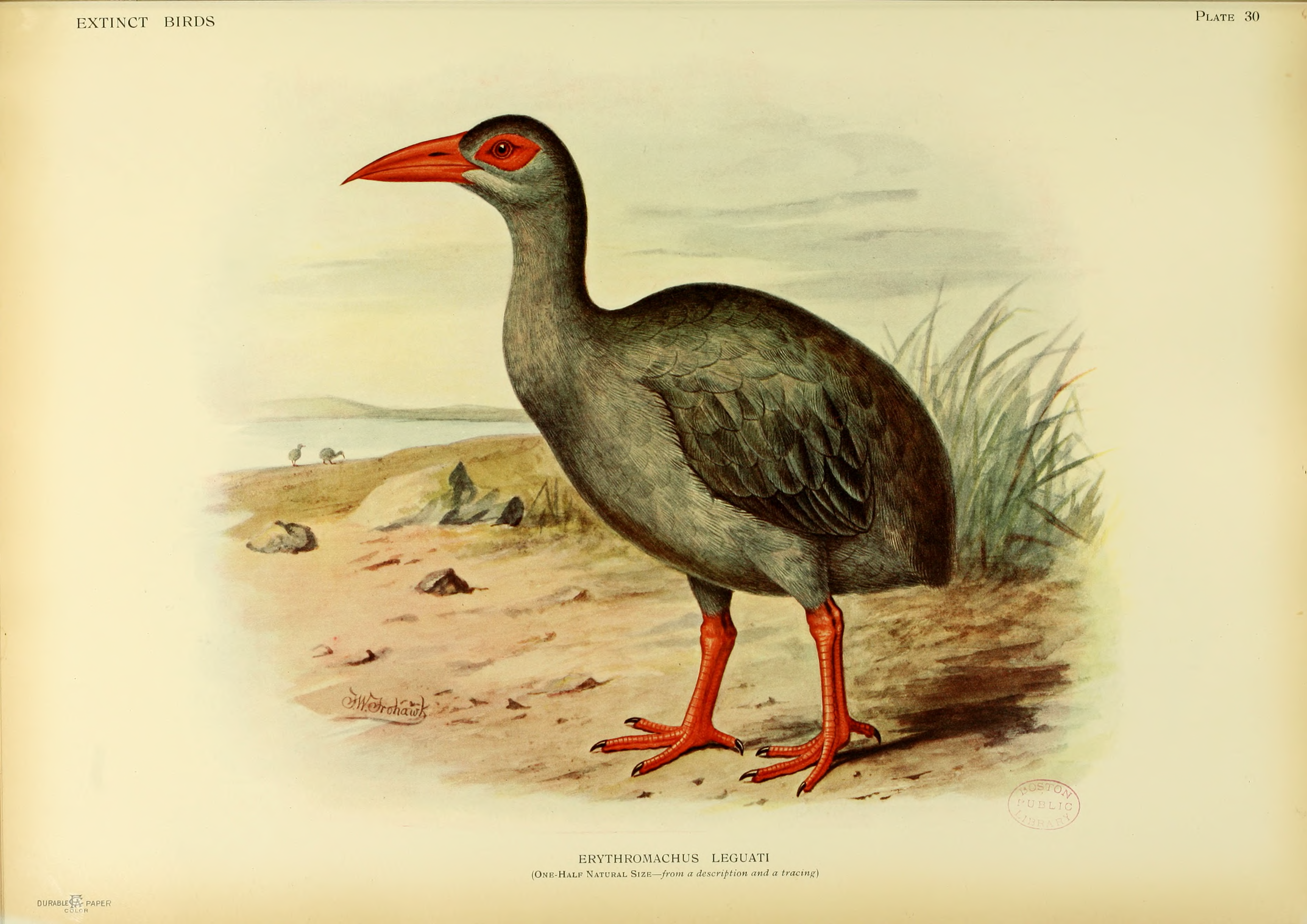
Illustrazione di rallo di Rodrigues

Il rallo di Rodrigues viene citato per la prima volta nelle memorie di François Leguat (1708), intitolate A New Voyage to the East Indies. Leguat era a capo del gruppo di nove ugonotti francesi rifugiati che colonizzarono Rodrigues per la prima volta, tra il 1691 e il 1693, dopo esser stati abbandonati là dal loro capitano. Le osservazioni di Leguat sono considerate tra le prime testimonianze esaustive del comportamento di un animale in natura.
Leguat si riferì al rallo utilizzando il vecchio termine francese gelinote, «gallina», e lo descrisse con queste parole:
Un'altra descrizione dell'aspetto e del comportamento della specie si trova in un documento anonimo ritrovato nel 1874 intitolato Relation de l'Ile Rodrigue, attribuito a un uomo chiamato Julien Tafforet, abbandonato volontariamente su Rodrigues nel 1726:

## Biologia
Sembra che il rallo di Rodrigues vivesse soprattutto nelle foreste costiere dell'isola, dal momento che il più grosso e caratteristico solitario di Rodrigues, che preferiva le foreste dell'interno dell'isola, veniva ancora avvistato dopo la scomparsa del rallo. Si nutriva di invertebrati, forse anche di piccoli vertebrati, e, durante la stagione di nidificazione delle tartarughe, scavava nella sabbia alla ricerca delle loro uova, di cui si rimpinzava, ingrassando notevolmente; sembra perciò probabile che, come il solitario, avesse un ciclo annuale in cui ingrassava e dimagriva a seconda del variare delle fonti di cibo nella stagione umida e secca. I suoi richiami consistevano in un fischio continuo, ma quando era inseguito produceva un suono paragonabile a una serie di colpi di singhiozzo. Leguat scrisse che i ralli venivano catturati in un modo simile a quello impiegato a Mauritius per catturare i ralli rossi: veniva mostrato loro un pezzo di stoffa rossa, al quale essi rispondevano con un atteggiamento aggressivo; non avendo paura alcuna dell'uomo, essendosi evoluti in assenza di predatori, saltavano in direzione della stoffa cercando di strapparla via, consentendo così ai cacciatori di catturarli in gran numero. Leguat e i compagni non riuscirono mai a localizzare le uova e i nidi.

## Estinzione
La scomparsa del rallo di Rodrigues coincise con l'intensificarsi del commercio delle testuggini tra il 1730 e il 1750; i cacciatori di testuggini incendiarono la vegetazione, cacciarono gli uccelli e importarono sull'isola gatti e maiali (che razziavano uova e nidiacei). Il grasso degli esemplari che avevano consumato uova di tartaruga era di colore arancio brillante ed era ritenuto ottimo per favorire la ripresa degli ammalati (probabilmente era ricco dei caroteni presenti nel tuorlo delle uova). Sebbene il rallo di Rodrigues fosse stato in grado di difendersi dai ratti che erano stati accidentalmente introdotti alla fine del XVII secolo e che al tempo della visita di Leguat erano già numerosissimi, non fu in grado di resistere alla persecuzione umana. Alexandre Guy Pingré sostiene in un rapporto steso nel 1763 che il rallo scomparve nel 1761.